# هدر ساموئل
هدر ساموئل (انگلیسی: Heather Samuel؛ زادهٔ ۶ ژوئیهٔ ۱۹۷۰) ورزشکار دو و میدانی زن در رشته دو سرعت اهل آنتیگوآ و باربودا است که در مجموع در بازی‌های CARIFTA نوجوانان (زیر ۲۰ سال) و بازی‌های پان امریکن برندهٔ ۱ مدال طلا و ۱ مدال برنز شده‌است.